# Oliver Sheppard
Oliver Sheppard (Cookstown, Condado de Tyrone, 10 de abril de 1865 — Dublin, 14 de setembro de 1941) foi um escultor irlandês e membro fundador da Royal Society of British Sculptors.

## Histórico
Oriundo de uma família de artesãos de Dublin, Sheppard estudou escultura em Londres e Paris. Lecionou em Leicester e Nottingham antes de voltar a Dublin, onde passou a apoiar o movimento nacionalista irlandês.

## Obras
- Aida (1935)
- James Clarence Mangan
- The Death of Cuchulainn
- The Pikeman

## Galeria

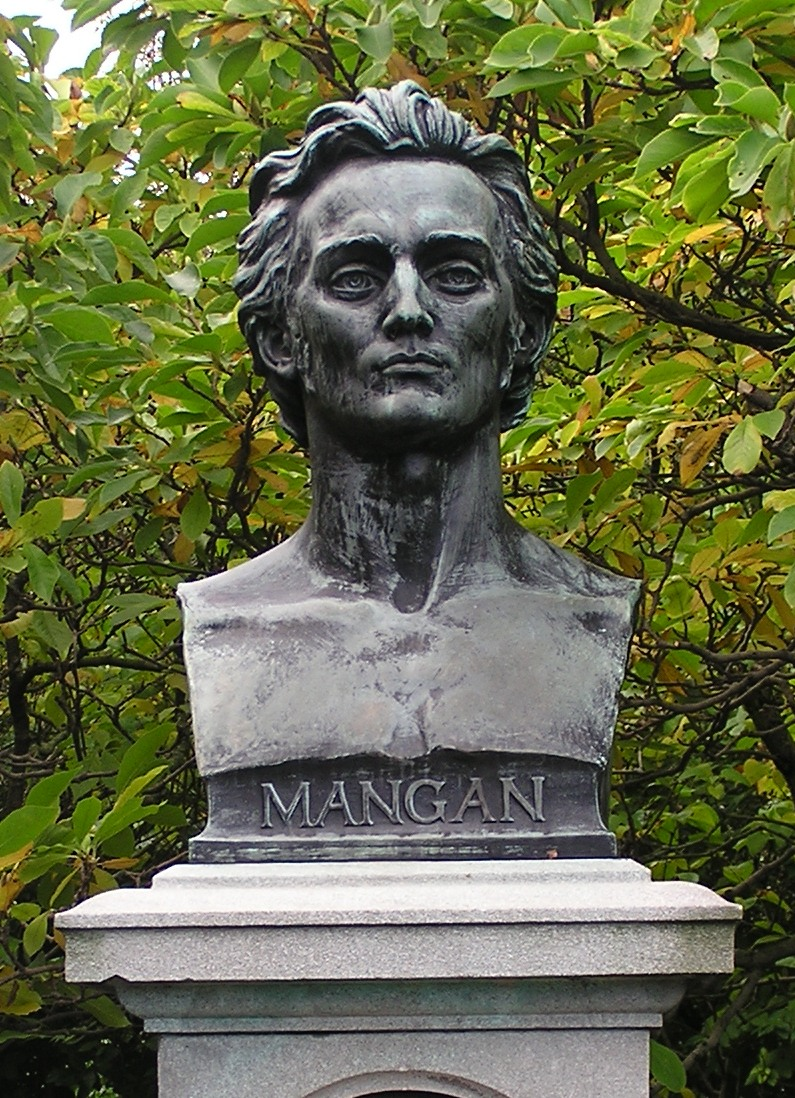
Busto de James Clarence Mangan feito por Oliver Sheppard em St. Stephen's Green, Dublin, Irlanda.